# Zaniolepis latipinnis
Zaniolepis latipinnis är en fiskart som beskrevs av Girard, 1858. Zaniolepis latipinnis ingår i släktet Zaniolepis och familjen Hexagrammidae. Inga underarter finns listade i Catalogue of Life.